# 라생문의 오니

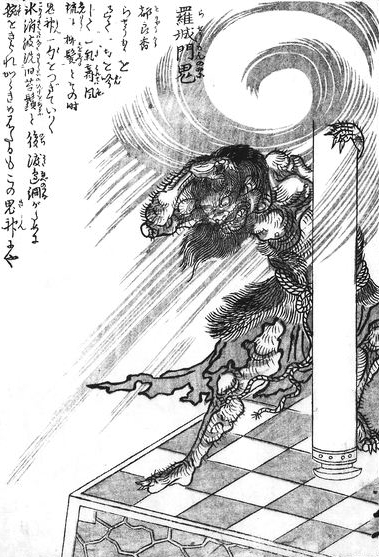
도리야마 세키엔의 『금석백귀습유』에 실린 그림.

라생문의 오니(일본어: 羅城門の鬼 라쇼몬노오니[*]) 또는 라성문의 오니(羅城門の鬼)는 헤이안쿄의 남대문인 라생문 문루에 살았다고 전하는 오니다. 무로마치 시대의 요쿄쿠 『라생문』에 등장한다.
미나모토노 요리미츠가 주탄동자를 토벌한 뒤, 자기 저택에서 휘하의 사천왕 그리고 히라이노 야스마사와 함께 연회를 열었는데, 야스마사(또는 사천왕 중 한 명인 우라베노 스에타케)가 라생문에 오니가 있다는 이야기를 했다. 사천왕 중 한 명인 와타나베노 츠나는 왕도의 남대문에 오니가 살고 있을 리가 없다며, 확인해 보겠다며 갑주와 칼을 갖추고 종자도 없이 혼자 말을 달려 라생문으로 향했다. 쿠죠통으로 나와서 라생문이 시야 정면에 보일 무렵, 갑자기 거센 바람이 불어와 말이 움직이지 않았다. 츠나가 말에서 내려 라생문으로 향하자, 등 뒤에서 오니가 나타나 츠나의 투구를 잡았다. 츠나는 지체없이 타치를 휘둘렀지만, 오히려 투구만 빼앗겼다. 츠나의 타치와 오니의 쇠몽둥이가 격렬히 맞부딪힌 끝에, 츠나가 마침내 오니의 한쪽 팔을 베었다. 오니는 “때를 기다려 되찾을 것이다”라고 소리치고, 하늘을 가린 먹구름 너머로 사라졌다고 한다.
『헤이케모노가타리』 「검의 권」에 있는 이치조모도리바시의 오니(一条戻橋の鬼) 이야기에서는, 츠나가 오니의 팔을 베는 장면의 배경이 이치조모도리바시이며, 이후 오니가 츠나의 유모로 둔갑해서 자기 팔을 되찾아간다고 한다. 요쿄쿠 『라생문』은 『헤이케모노가타리』에 나오는 츠나와 오니의 결투의 배경을 라생문으로 바꾸어 창작한 것으로 보이며, 이후 오니가 보복하는 이야기는 별개의 요쿄쿠 작품인 『이바라키』에 나온다. 그래서 라생문의 오니는 이바라키도지와 자주 동일시된다.

화투패의 11월(한국식으로는 12월) 한끗패에 그려진 것이 번개치는 라생문, 오니의 잘린 팔, 그리고 뇌신의 태고다. 그래서 이 패를 귀패(鬼札)라고도 한다.